# Vetovo (Kutjevo)
Vetovo falu Horvátországban, Pozsega-Szlavónia megyében. Közigazgatásilag Kutjevohoz tartozik.

## Fekvése
Pozsegától légvonalban 13, közúton 15 km-re északkeletre, községközpontjától 7 km-re nyugatra, a Pozsegai-medence északi szélén, a Krndija-hegység lábánál, a Križovac, vagy más néven Velika-patak partján fekszik.

## Története
Vetovo területe már ősidők óta lakott volt. Ezt bizonyítják a határában található „Kozjak” nevű régészeti lelőhely korabronzkori leletei. A Vetovo és Lukač közötti erdőben a vaskori hallstatti kultúrához tartozó halomsírok találhatók. A „Vetovačka livada” nevű lelőhelyen, a Papuk-hegység délkeleti lejtőin római település nyomaira, alapfalakra, sok építőanyagra és későrómai cseréptöredékekre bukkantak. Ezen kívül a település határában egy a 2. és 3. század fordulójáról származó sírkőlap is előkerült domborművén egy nő és egy férfi ábrázolásával. A Krndija-hegységen átvezető egyik utat a köznyelv ma is „rimski putnak”, azaz római útnak nevezi. Nagyon valószínű, hogy ez az út egykor Vetovón is áthaladt.
A település a középkorban és a török uralom idején is létezett. Valószínűleg a ciszterciek gotói uradalmához tartozott. Ennek emlékét őrizheti a falu keleti részén fekvő plébániaföld, melyet a nép a barátokról „fratrusának” nevez. 1660-ban, majd 1693-ban is említik Szent Kozma és Damján vértanúk tiszteletére szentelt középkori plébániatemplomát. A török uralom idején katolikus horvátok, pravoszláv szerbek és muzulmán hitre áttért horvátok is lakták. A település 1687-ben szabadult fel a török uralom alól. 1698-ban „Vehto” néven 13 portával szerepel a török uralom alól felszabadított szlavóniai települések összeírásában. A korabeli okiratok 1698-ban és 1702-ben is említenek itt egy lerombolt várat. A középkori források sem várról, sem régi templomról nem tudnak. A török adóösszeírások itt egy „Varos Vethi” nevű településről írnak, ahonnan észak felé út vezetett Raholca irányába. 
Stanko Andrić a középkori „Puzada” nevű birtokot teszi a mai Vetovo tágabb területére. Csánki Dezső az 1250-ben említett középkori „Pazada” birtokot ugyancsak a mai Kaptol és Kutjevo közé, tehát a mai Vetovo környékére teszi. Bizonyíték egyik állításra sincs. A vetovoi plébánia területén a szakemberek három várhelyről is tudnak. Az első Vetovo és Lukač között az egyszerűen csak „Gradacnak” nevezett helyen állt. A második a Vetovotól nyugatra fekvő „Ban gradac”, a harmadik pedig a Podgorjétől keletre található „Pogana gradina”.
A török kiűzése után a muzulmán lakosság Boszniába távozott, helyettük Boszniából katolikus horvátok és pravoszláv szerbek érkeztek. A középkori templom romjain fakápolnát építettek. A katolikus hívek lelki gondozását a velikei ferences atyák látták el, de a kaptoli plébániához tartozott. A pravoszláv hívekhez a raholcai Szent Miklós monostor szerzetesei jártak. Vetovo 1729-ben a pleternicei uradalom része volt.  1760-ban 54 ház állt a településen. Az első katonai felmérés térképén „Dorf Vethovo”néven látható. Lipszky János 1808-ban Budán kiadott repertóriumában „Vettovo” néven szerepel. Nagy Lajos 1829-ben kiadott művében „Vettovo” néven 105 házzal, 806 katolikus, 188 ortodox és 7 zsidó vallású lakossal az oppidumok között találjuk. Római katolikus plébániáját 1789-ben alapították, mely után nyomban felmerült egy új plébániatemplom építésének igénye. Az új templom 1829 és 1830 között épült fel.
A településnek 1857-ben 721, 1910-ben 876 lakosa volt. 1910-ben a népszámlálás adatai szerint lakosságának 78%-a horvát, 11%-a szerb, 7%-a magyar, 3%-a német és 1%-a cseh anyanyelvű volt. Pozsega vármegye Pozsegai járásának része volt. Az első világháború után 1918-ban az új szerb-horvát-szlovén állam, majd később (1929-ben) Jugoszlávia része lett. 1991-ben lakosságának 95%-a horvát nemzetiségű volt. A településnek 2011-ben 988 lakosa volt.

## Lakossága
| Lakosság változása | Lakosság változása | Lakosság változása | Lakosság változása | Lakosság változása | Lakosság változása | Lakosság változása | Lakosság változása | Lakosság változása | Lakosság változása | Lakosság változása | Lakosság változása | Lakosság változása | Lakosság változása | Lakosság változása | Lakosság változása |
| ------------------ | ------------------ | ------------------ | ------------------ | ------------------ | ------------------ | ------------------ | ------------------ | ------------------ | ------------------ | ------------------ | ------------------ | ------------------ | ------------------ | ------------------ | ------------------ |
| 1857               | 1869               | 1880               | 1890               | 1900               | 1910               | 1921               | 1931               | 1948               | 1953               | 1961               | 1971               | 1981               | 1991               | 2001               | 2011               |
| 721                | 692                | 691                | 753                | 802                | 876                | 918                | 984                | 955                | 1.017              | 1.056              | 983                | 953                | 1.035              | 1.191              | 988                |

## Nevezetességei
Régi Szent Kozma és Damján tiszteletére szentelt római katolikus temploma 1830-ban épült, valószínűleg a középkori templom helyén. A sekrestyét 1866-ban a templom felújításával együtt építették. 1903-ban villám csapott a toronyba, mely súlyos károkat okozott. A templom állapota miatt a plébános már 1924-ben tervbe vette egy új templom építését. A hívek a költségek miatt megelégedtek volna a régi templom felújításával, de végül a plébános szava döntött és megkezdték a gyűjtést az új templomra. 1934-ben lebontották a régi templomot és a következő évben megkezdődött az új, immár a Szeplőtelen fogantatás tiszteletére szentelendő templom építése. Tapes plébános az új nevet azért szorgalmazta, mert szerette volna Szűz Mária tiszteletét a faluban elterjeszteni. A főoltárt a Szeplőtelen Fogantatás, a mellékoltárokat Szent Kozma és Damján vértanúk és a Kisjézusról nevezett Szent Teréz tiszteletére szentelték. Az 1935-ös év végére a templom már olyan készültségi állapotban volt, hogy december 8-án az akkori koadjutor érsek Alojzije Stepinac felszentelhette. A plébániához Vetovón kívül Podgorje, Lukač és Očvare települések katolikus hívei tartoznak.
Vetovón 1943-ig pravoszláv templom is állt, azt azonban a második világháború idején lerombolták. Az építőanyagot eladták és a nép széthordta.

## Oktatás
Vetovón 1858-ban már folyt a tanítás a plébánia épületében. Az első iskolaépületre csaknem húsz évet kellett várni, 1877-ben nyitották meg. A telket a pozsegai főispán Ivan Vardian adományozta az iskola számára. 1905-ben új iskolát építettek a településen. Ma modern épületben a kutjevói Zdenko Turković elemi iskola területi iskolájaként működik.

## Sport
A HNK Graševina Vetovo labdarúgóklubot 1955-ben még NK Sloboda Vetovo néven alapították. 1971-ben nevét NK Kamenre változtatták, mai nevét 2019-ben kapta. A megyei második ligában szerepel.